# Oecobius ilamensis
Espèce
Oecobius ilamensis est une espèce d'araignées aranéomorphes de la famille des Oecobiidae.

## Distribution
Cette espèce est endémique de la province d'Ilam en Iran,.

## Étymologie
Son nom d'espèce, composé de ilam et du suffixe latin -ensis, « qui vit dans, qui habite », lui a été donné en référence au lieu de sa découverte, la province d'Ilam.

## Publication originale
- Zamani, Mirshamsi, Marusik, Hatami & Maddahi, 2017 : The spider genus Oecobius in Iran, with description of two new species (Araneae: Oecobiidae). Oriental Insects, vol. 51, no 4, p. 330-337.